# 尤拉河 (立陶宛)
尤拉河是立陶宛的河流，位於該國西部，屬於尼曼河的右支流，河道全長177公里，是全國第十長河流，流域面積3,994平方公里，河道上有兩座用作水力發電的水壩。
55°03′N 22°08′E / 55.050°N 22.133°E